# Campeonato Sul-Americano de Rugby de 1967
O Campeonato Sul-Americano de Rugby de 1967 foi a V edição deste torneio.

O torneio foi realizado em Buenos Aires (Argentina) e participaram as equipas de Argentina, Uruguai e o Chile.
O sucesso foi da Seleção Argentina.

## Jogos
| 24 de Setembro de 1967 |         |         |              |
| Chile                  | 16 - 11 | Uruguai | Buenos Aires |
|                        |         |         | Buenos Aires |

| 27 de Setembro de 1967 |        |         |              |
| Argentina              | 38 - 6 | Uruguai | Buenos Aires |
|                        |        |         | Buenos Aires |

| 30 de Setembro de 1967 |        |       |              |
| Argentina              | 18 - 0 | Chile | Buenos Aires |
|                        |        |       | Buenos Aires |

### Classificação
| Seleção   | Vitórias | Empates | Derrotas | Pontos a favor | Pontos contra | Pontos +/- | Pontos |
| --------- | -------- | ------- | -------- | -------------- | ------------- | ---------- | ------ |
| Argentina | 2        | 0       | 0        | 56             | 6             | +50        | 4      |
| Chile     | 1        | 0       | 1        | 16             | 29            | -13        | 2      |
| Uruguai   | 0        | 0       | 2        | 17             | 54            | -37        | 0      |

Pontuação: Vitória = 2, Empate = 1, Derrota = 0 

## Campeão
| Campeonato Sul-Americano de Rugby 1967 |
| -------------------------------------- |
| ARGENTINA Campeã (5º título)           |